# VkusVill
 (novembre 2018).
VkusVill est une entreprise de distribution russe spécialisée dans les magasins de proximité et les produits locaux premiums. Elle est fondée en 2009.